# Bosquerola de Saint Lucia
La bosquerola de Saint Lucia (Setophaga delicata) és un ocell de la família dels parúlids (Parulidae).

## Hàbitat i distribució
Habita matolls i boscos de l'ila de Saint Lucia, a les Antilles.